# Copa Intercontinental 2005 (rugby)
La Copa Intercontinental de rugby de 2005 fue la segunda de las dos ediciones que tuvo este torneo desarrollado por la International Rugby Board, hoy World Rugby.
A diferencia de la edición anterior, en la cual el campeón se definió por medio de una tabla acumulada, en esta se disputaron fases de semifinales y definición del tercer puesto y por el campeonato.

## Equipos participantes

### Sudamérica
- Selección de rugby de Chile (Los Cóndores)
- Selección de rugby de Uruguay (Los Teros)

### Europa
- Selección de rugby de Georgia (Los Lelos)
- Selección de rugby de Portugal (Los Lobos)

## Resultados

### Semifinales
| 5 de noviembre | Portugal | 31 - 18 | Chile |  |  |
|                |          | Reporte |       |  |  |

| 5 de noviembre | Georgia | Cancelado | Uruguay |  |  |

### Definición Tercer Puesto
| 12 de noviembre | Georgia | 29 - 6  | Chile | Estadio Lokomotiv, Tbilisi, Georgia |  |
|                 |         | Reporte |       |                                     |  |

### Final
| 12 de noviembre | Portugal | 20 - 6  | Uruguay |  |  |
|                 |          | Reporte |         |  |  |

| Bandera de Portugal |
| Campeón Portugal    |
| Primer título       |